# ایب اولمن
اِیب اولمن (انگلیسی: Abe Olman؛ ۲۰ دسامبر ۱۸۸۷ – ۴ ژانویهٔ ۱۹۸۴) یک ترانه‌سرا و آهنگ‌ساز اهل ایالات متحده آمریکا بود.
وی تعدادی از آهنگ‌های رگتایم و موسیقی عامه‌پسند را آهنگ‌سازی کرد. وی بعداً مدیر انجمن آهنگسازان، پدیدآوران و ناشران آمریکا و بنیانگذار تالار مشاهیر ترانه‌سرایی بود که در سال ۱۹۸۳ به افتخار او نامزد جایزه سالانه ناشر ایب اولمن شد.

## زندگی
او در سینسیناتی، اوهایو متولد شد. او پیانو را از بچگی آموخت. ایب فرزند جولیوس و کورلینا اولشوایتز بود که پدر وی روس و مادرش اهل آلمان بودند. او پیانو را در کودکی آموخت و در اوایل دهه ۱۹۰۰ به کار نوازندگی موسیقی در اطراف اوهایو، ایندیانا و کنتاکی روی‌آورد. اولین آهنگ‌های او در ۱۹۰۷ در سینسیناتی و سپس در ۱۹۰۹ در ایندیاناپولیس، جایی که برای مدتی در آنجا زندگی می‌کرد عرضه شد. در ۱۹۱۲، ایب به شهر نیویورک نقل مکان کرد، آهنگ «رگ اونیون رگ» از ساخته‌های او توسط مؤسسه جورج دبلیو مایر منتشر شد. قبل از شروع جنگ جهانی اول، او در اروپا زندگی می‌کرد و در باشگاه‌هایی از جمله در لندن و پاریس نوازندگی می‌کرد. وی سپس به ایالات متحده بازگشت، و در سال ۱۹۱۴ شرکت نشر موسیقی لاسال را در شیکاگو تأسیس کرد و آهنگ ساخته خود با نام «داون امانگ د شلترینگ پالمز» با آواز جیمز بروکمن منتشر کرد. او این آهنگ را به مؤسسه لئو فیست Leo Feist در نیویورک فروخت. با اجرا و ضبط آن به موفقیت بزرگی دست یافت. او همچنان به تصنیف نگاری و به‌طور عمده با خوانندگی ادی رز به کارش ادامه داد و در سال ۱۹۱۷ آهنگ «اوه جانی، اوه!» را عرضه کرد. این ترانه در سال ۱۹۱۷ توسط بیلی موری و نورا بیز ضبط شد. این موفقیت دیگری برای او در سال ۱۹۳۹ بود که با آواز اورین تاکر و تصنیف "We" بونی بیکر و با گروه خواهران اندرو «The Andrews Sisters» احیا شد. بعدها در سال ۱۹۵۹ این آهنگ توسط پگی لی در آلبوم او به نام «آی لایک من» «I like Men» منتشر شد.
در ۱۹۲۰، اولمن در منهتان نیویورک کار خود را برای  انتشارات موزیک فراستر شروع کرد و به عضویت انجمن ASCAP، «انجمن آهنگسازان، نویسندگان و ناشران آمریکا» درآمد.
در ۱۹۶۹، با جانی مرسر و هووی ریچموند، تالار مشاهیر آهنگ‌سازان ملی آکادمی ملی موسیقی محبوب را تأسیس کرد. در سال ۱۹۸۳ به افتخار او جایزه اهدایی سالانه ناشر موسیقی در تالار مشاهیر آهنگ‌سازان به نام او ایب اولمن نامگذاری شد.

## آهنگ‌ها
- 1912 Red Onion Rag[۲]
- 1917 Colleen Machree - L: Jack Mahoney[۶]
- 1917 Faugh-A-Ballagh (Fog-A-Bolla) - L: Ed Rose)[۶]
- 1917 I Wish You All the Luck in the World[۶]
- 1917 Oh! Johnny Oh! Johnny Oh!! - L: Ed Rose[۷]
- 1917 When I Get back to Home Sweet Home[۷]
- 1918 Meaning of YMCA You Must Come Across - L: Ed Rose[۶]
- 1918 Oh, Susie, Behave - L: Ed Rose[۷]
- 1918 Pick a Little Four-Leaf Clover (And Send It Over to Me) - L: C. Francis Reiner and Ed. Rose[۷]
- 1919 Cootie Tickle, The (Over Here It's the Shimmie Dance) - L: Jack Yellen[۶]
- 1919 Johnny's In Town with Geo. W. Meyer - L: Jack Yellen[۶]